# Neasura punctigera
Neasura punctigera är en fjärilsart som beskrevs av De Joannis 1928. Neasura punctigera ingår i släktet Neasura och familjen björnspinnare. Inga underarter finns listade i Catalogue of Life.